# NRP Dão (D331)
O NRP Dão foi um dos cinco contratorpedeiros da classe Vouga construídos para a Marinha Portuguesa na década de 1930. Ele permaneceu em serviço até 1960, sendo reformado e rearmado várias vezes chegando a ocorrer uma tentativa de motim em 1936.

## Design e características
Os navios da classe Vouga foram projetados pela construtora naval britânica Yarrow e foram baseados no Ambuscade, um protótipo de contratorpedeiro construído para a Marinha Real Britânica em 1926 pela Yarrow. Tinham 98,45 metros de comprimento total e 93,57 metros entre perpendiculares, com boca de 9,45 metros e um calado de 3,35 metros. O navio deslocava 1 239 toneladas em carga padrão e 1 588 toneladas em plena carga.
Os Vouga eram movidos por duas turbinas a vapor Parsons-Curtis, cada uma acionando um eixo propulsor usando vapor fornecido por três caldeiras Yarrow. As turbinas, com potência nominal de 33 mil cavalos, destinavam-se a dar uma velocidade máxima de 36 nós (67 quilômetros por hora). Os contratorpedeiros carregavam óleo combustível suficiente para dar a eles um alcance de 10 mil quilômetros a quinze nós (28 quilômetros por hora).
O armamento era semelhante aos contratorpedeiros contemporâneos da Marinha Real, com um armamento de quatro canhões de 120 milímetros Vickers-Armstrong Mark G, e três canhões antiaéros Mark VIII de 40 milímetros. Eram equipados com dois tubos de torpedo quádruplos de 533 milímetros, enquanto dois lançadores de carga de profundidade e 12 cargas de profundidade constituíam o armamento antissubmarino dos navios. Até 20 minas podem ser transportadas. O complemento dos navios consistia em 147 oficiais e soldados.

## História

### Motim de 1936
A 9 de setembro de 1936, as tripulações do Aviso Afonso de Albuquerque e do Dão amotinaram-se enquanto ancoravam no porto de Lisboa. Contra o apoio da ditadura de Salazar aos rebeldes nacionalistas ao invés dos governistas republicanos na Guerra Civil Espanhola, os marinheiros confinaram os seus oficiais e declararam a sua solidariedade para com a República Espanhola. À medida que os navios saíam do estuário do Tejo foram alvejados pelas baterias dos fortes e tanto Afonso de Albuquerque como o Dão receberam tiros diretos e encalharam. Alguns dos marinheiros foram mortos enquanto tentavam fugir, mas a maioria dos marinheiros foi presa e enviada para a colónia penal do Tarrafal, no Cabo Verde português. Depois que o motim foi reprimido, o governo afirmou que os marinheiros haviam se preparado para navegar rumo a Espanha a fim de ajudar a República Espanhola.